# Hubertus Adam (Kunsthistoriker)
Hubertus Adam (* 1965 in Hannover) ist ein deutsch-schweizerischer Kunst- und Architekturhistoriker, Architekturkritiker, Kurator Zeitschriften-Redakteur.

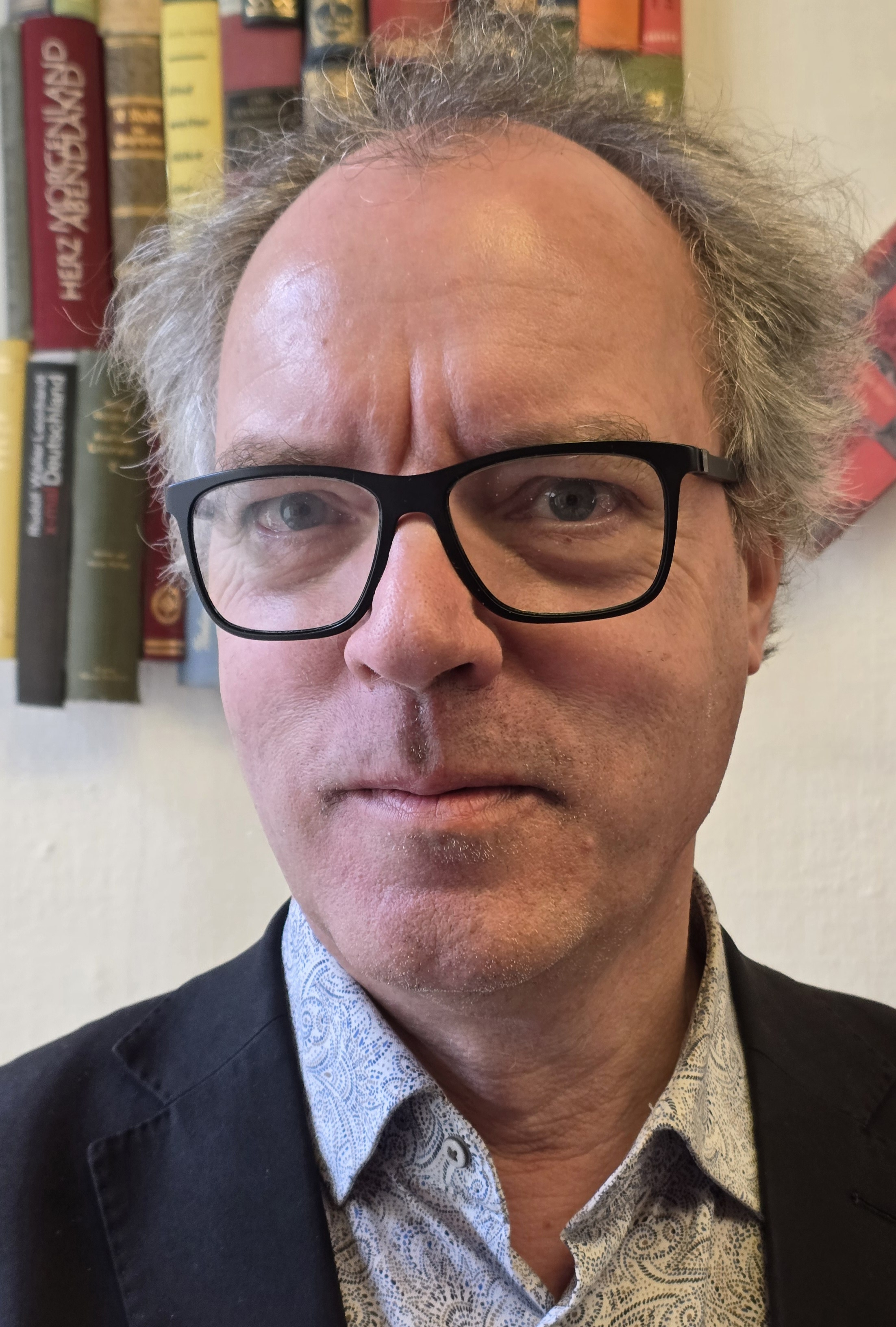
Hubertus Adam, 2025

## Werdegang
Hubertus Adam studierte Kunstgeschichte, Philosophie und Klassische Archäologie an der Universität Heidelberg. 1993 schloss er mit dem Magister bei Dietrich Schubert ab. 1992 wurde er als freier Kunst- und Architekturhistoriker, Architekturkritiker und Kurator tätig, u. a. für die NZZ. Nachdem er von 1996 bis 1997 in Berlin als Redakteur der Zeitschrift Bauwelt gearbeitet hatte, wirkte er von 1998 bis 2012 in Zürich als Redakteur der Schriftenreihe Archithese. 2010 wurde er interimistische Direktor des Schweizerischen Architekturmuseums in Basel, von 2013 bis Ende 2015 leitete er es als Direktor. Aktuell ist er Chefredakteur der Archithese.
Hubertus Adam publiziert hauptsächlich zur zeitgenössischen Architektur.

## Preise
- 2004: Swiss Art Award

## Schriften (Auswahl)
- „Mente Et Malleo.“ Umbau der Crednerschen Villa zur Galerie. In: Leipziger Blätter. Nummer 33 (1998), S. 37–38.
- mit Jochen Paul (Hg.): Höhepunkte der Weltarchitektur. DuMont, Köln 2001, ISBN 978-3-7701-8659-4.
- Winfried Nerdinger und Architekturmuseum der TU München (Hg.): Material Time. Wandel Hoefer Lorch + Hirsch. Walther König Verlag, 2010 mit Beiträgen von Hubertus Adam, Nikolaus Hirsch, Kaspar König, Salomon Korn, Martina Löw, Wolfgang Lorch, Irene Meissner, Günther Pfeifer, Gerhard Vinken und Andrea Wandel
- mit Sally Schöne: Ettore Sottsass – auch der Turm zu Babel war aus gebrannter Erde. Hetjens-Museum, Deutsches Keramikmuseum, 6. November 2011 – 26. Februar 2012. Wienand, Köln 2011, ISBN 978-3-86832-081-7.
- mit Wolfgang Bachmann in Häuser des Jahres: Die besten Einfamilienhäuser 2013. Callwey, München 2013. ISBN 978-3-7667-2037-5.
- mit Sally Schöne: Ton – ein Aufruf. Baukeramik 1910–1930. Katalog zur Ausstellung vom 5. April 2014 bis 10. August 2014, 3 Bände, Hetjens-Museum – Deutsches Keramikmuseum, Düsseldorf 2014, ISBN 978-3-945349-00-7.
- Nathalie Herschdorfer (Hg.): Stadt, Land, Berg. Neue Architektur in der Schweiz. Niggli Verlag, Salenstein 2015, ISBN 978-3-7212-0936-5 mit einem Vorwort von Hubertus Adam
- Bob Gysin + Partner BGP Architekten (Hg.): Nachhaltig Denken in Architektur und Kunst. Hatje Cantz Verlag, 2015 mit Beiträgen von Hubertus Adam, Angelus Eisinger, Köbi Gantenbein, Manfred Hegger, Gerhard Mack
- Laurent Stalder und Georg Vrachliotis (Hg.): Fritz Haller. Architekt und Forscher. GTA Verlag, Zürich 2015, ISBN 978-3-85676-334-3 mit Beiträgen von Hubertus Adam, Monika Dommann, Hans Frei, Franz Füeg, Joachim Krausse, Thomas Herzog, Ludger Hovestadt, Bernd Kulawik, Bruno Maurer, Werner Oechslin, Nils Röller, Arthur Rüegg und Steeve Sabatto
- mit Sally Schöne (Hg.): Ausdruckstanz und Bauhausbühne. Hrsg.: Museum August Kestner. Michael Imhof Verlag, Petersberg 2019, ISBN 978-3-7319-0852-4.
- Annette Gigon, Mike Guyer und Arend Kölsch (Hg.): Bürogebäude. 2019 mit Beiträgen von Hubertus Adam, Marcel Bächtiger, Kurt W. Forster und Arthur Rüegg
- mit Martin Rutishauser: Konstruktion und Sinnlichkeit – Bürohaus Küng Alpnach / Seiler Linhart Architekten, Küng Holzbau. Park Books, Zürich 2023, ISBN 978-3-03860-354-2.
- Carla Ferrer, Thomas Hildebrand und Celina Martinez-Cañavate (Hg.): Touch Wood: Material, Architektur, Zukunft. 2023 mit Beiträgen von Hubertus Adam, Herzog & de Meuron, Seng Kuan, Kengo Kuma, Stephen Pyne, Helene Romakin, Philip Ursprung und Albena Yaneva
- Roger Huwyler und Anne-Marie Kristokat (Hg.): Architekt Krischanitz: Die Schweizer Projekte. Quart Verlag, Luzern 2024 mit Beiträgen von Hubertus Adam und Adolf Krischanitz und Fotografien von Lukas Roth
- mit Sally Schöne (Hg.): G. L. F. Laves. Bauten in Hannover und Norddeutschland. Hrsg.: Museum August Kestner. Michael Imhof Verlag, Petersberg 2025, ISBN 978-3-7319-1326-9 (Inhaltstext).
- Nicolette Baumeister (Hg.): Baukulturführer 146 – Thürwachterhaus Ingolstadt. Verlag Büro Wilhelm, Amberg 2025, Architektur: BÜRO MÜHLBAUER, Fotograf: Ralph Feiner